# Prânzul la iarbă verde (pictură de Monet)
Prânzul la iarbă verde  este o pictură în ulei pe pânză din 1865-1866 a pictorului francez Claude Monet, realizat ca răspuns la opera din 1865 cu același titlu a lui Édouard Manet. Aceasta a rămas neterminată, dar două fragmente mari se află acum în Musée d'Orsay din Paris.
Monet l-a inclus pe artistul pe Gustave Courbet în tablou.